# Portugees amateurkampioenschap golf (strokeplay)
Het Portugees amateurkampioenschap golf is een internationaal golftoernooi voor amateurs. De dames en heren hebben ieder een eigen toernooi.

## Heren
Het herentoernooi werd in 2011 voor de 85ste keer gespeeld. Het bestaat uit vier rondes van 18 holes, er is een cut na drie rondes. Het toernooi telt sinds 2005 mee voor de wereldranglijst (WAGR). Toen kreeg de winnaar 25 punten, in 2012 was dat gestegen tot 66 punten.
Viervoudig winnaar is de Portugese Pedro Figueiredo (1990), die op 14-jarige leeftijd in Wales al de 5de ronde haalde bij het Boys Amateur. Hij studeerde aan de UCLA tot zomer 2012. 

### Winnaars
| Jaar | Winnaar          | WAGR | Winnares        | WAGR |
| ---- | ---------------- | ---- | --------------- | ---- |
| 1981 | Gordon Brand Jr. |      |                 |      |
| 2005 | Ben Westgate     | 25   |                 |      |
| 2006 | Pedro Figueiredo | 16   |                 |      |
| 2007 | Pedro Figueiredo | 19   | Holly Aitchison |      |
| 2008 | Pedro Figueiredo | 54   | Mandy Goyos     | 29   |
| 2009 | Pedro Figueiredo | 31   | Rosanna Crepiat | 47   |
| 2010 | Joel Stalter     | 59   | Anna Arrese     | 63   |
| 2011 | Eddie Pepperell  | 48   | Leona Maguire   | 78   |
| 2012 | Moritz Lampert   | 66   | Roberta Roeller | 71   |
| 2013 | Gonçalo Pinto    |      |                 |      |

- In 2006 werden slechts 2 rondes gespeeld.
- In 2009 werd de laatste ronde geannuleerd.
- In 2011 werd ronde 3 geannuleerd.

## Dames
Het damestoernooi telt sinds 2008 mee voor de wereldranglijst. De toegekende punten hangen van velerlei factoren af en worden steeds aangepast (onder meer aantal dagen en spelersterkte)

### Winnaars
- 2011: Leona Maguire